# Pandemia de COVID-19 în Belgia
Pandemia Covid-19 este o criză sanitară majoră cauzată de o boală infecțioasă emergentă care a apărut la sfârșitul anului 2019 în China continentală, boala coronavirusului 2019, al cărei agent patogen este SARS-CoV-2 . Acest virus este cauza unei pandemii , declarată la11 martie 2020 de către Organizația Mondială a Sănătății . În Belgia, ea începe pe 4 februarie 2020 când se confirmă un prim caz, al unui bărbat de 54 de ani. Acest bărbat est unul dintre cei 11 pasageri rapatriați pe 11 februarie din Hubei (China), printr-unul dintre zborurile de evacuare care soseau la baza aeriană Melsbroek din Bruxelles .Pasagerii au fost testați pentru SARS-CoV-2 : persoanele testate pozitiv au fost puse în carantină la spitalul Saint-Pierre din Bruxelles, în timp ce persoanele cu rezultat negativ au fost puse în carantină la spitalul militar Reine Astrid din Neder-Over-Heembeek timp de 14 jours .
Catégorie:Article avec un passage contradictoire
Această pagină listează principalele măsuri luate de guvernul belgian pentru a organiza izolarea și pentru a asigura distanțarea fizică eficientă în scopul de a încetini răspândirea coronavirusului SARS-CoV-2. De asemenea, pagina rezumă informările zilnice de presă efectuate de organizația belgiană de sănătate publică Sciensano cu privire la evoluția pandemiei și se străduiește să ilustreze datele statistice brute împărtășite de către Organizația de Sănătate Publică în opendata , începând de pe 31 martie 2020
Serviciul public federal pentru sănătate publică, Siguranța lanțului alimentar și a mediului înconjurător a creat un portal de informare pentru cetățeni și călători  .

## Rezumatul evenimentelor
Pe 10 martie 2020 , Guvernul valon decretează interzicerea vizitelor în casele de bătrâni din sudul țării ; măsura se aplică chiar din ziua următoare  .
Pe 11 martie 2020,  FPS Public Health anunță primul deces din cauza unei infecții cu coronavirusul SARS-CoV-2.
Pe 13 martie 2020, Federația Valonia-Bruxelles ( Ministerul învățământului francofon) anunță suspendarea cursurilor școlare începând de pe 16 martie, în toate școlile, din toate rețelele combinate. Cu toate acestea, un serviciu de ingrijire in scoli este organizat de către autorități pentru a asigura continuitatea îngrijirii copiilor ai căror părinți, nevoiți sa meargă la serviciu, nu au alte posibilități de îngrijire a copiilor lor. Această măsură se impune pentru a evita contactul între bunici si nepoți. Măsura se va menține în timpul sărbătorilor de Paște.
Începând din 10 aprilie 2020 , în fața mortalității ridicate înregistrate în casele de bătrâni, se procedează la un test sistematic atât pentru personal cât și pentru rezidenți. În acest context vor fi efectuate 210 000 de teste timp de 3 sǎptǎmani.
Pe 15 aprilie, în cadrul conferinței de presă susținută dupǎ întrunirea Consiliului Național de Securitate, prim-ministra Sophie Wilmès, anunță prelungirea măsurilor până pe data de 3 mai. Începand de luni 20 aprilie, anumite sectoare de activitate pot totusi sa-si reia activitatea - de exemplu magazinele de grãdinarie si unelte, cu conditia ca masurile sanitare de securitate sa fie respectate. În cele din urmă, o singurã persoană, întotdeauna aceeași, va fi autorizată să viziteze o persoană apropiatã într-o casă de odihnă sau într-o locuințã  pentru persoanele cu handicap.
Pe 24 aprilie, dupa o noua intrunire a Consiliului de Securitate Națională, Sophie Wilmès anunță ridicarea treptată a măsurilor de izolare care se vor defășura în două faze (prima fiind împărțită în două). Cu toate acestea, iesirea din izolare rămâne dependentă de modificările indicatorilor de sănătate. Întrucât evoluția acestora rămâne încurajatoare, noile măsuri intră în vigoare la 4, 11 și 18 mai. Pe 4 mai se redeschid anumite magazine cu amănuntul, precum merceria, se introduce portul obligatoriu al măștilor de protecție în transportul public; pe 11 mai, deschiderea tuturor magazinelor cu excepția sectorului HORECA ( Hotel, Restaurant, Cafenea) iar pe 18 mai, reluarea treptată a învățământului  (prioritate acordată la sfârșitul ciclurilor).
Faza a treia de iesire din izolare este lansată pe 8 iunie 2020 și constă într-o relaxare importantă a regulilor până atunci în vigoare întrucât de acum înainte, libertatea devine norma și interdicțiile, excepția . Belgia își redeschide granițele15 iunie 2020 (dinspre și către Europa). Alte două faze de ieșire din izolare sunt programate în iulie (faza 4) și în septembrie (faza 5).
Pe 19 octombrie, în urma unei creșteri semnificative a spitalizărilor, au fost aplicate noi măsuri, inclusiv starea de asediu de la miezul nopții pana la ora 5 dimineața, închiderea barurilor și restaurantelor și limitarea contactelor sociale  ,  .

## Prima răspândire a virusului

EvolEvoluția internărilor / externărilor zilnice și a paturilor ocupate în spitspitale (datari din).

ProProgresia noilor cazuri pe o scara algoritmica și lineară (datări datelor).

Timpul necesar pentru dublarea numărului de cazuri confirmate
NB : O reducere a timpului de dublare nu semnează neapărat o reapariție a epidemiei. În absența unui impact asupra curbei de spitalizare la după această scădere, este probabil ca aceasta să fie legată de creșterea testelor de screening efectuate și, prin urmare, de detectarea crescută a cazurilor Covid pozitive.

Guvernul federal are un plan de gestionare a riscurilor de la FPS Public Health .
Acest plan are trei faze  :
- 1 martie :
  - al doilea caz dovedit de infecție cu boală coronavirus- 2019 din Belgia, este al unei femei care vizitase o regiune din Franța afectată de epidemie. Pacienta este testata la Antwerp [6] , [7] .